# Cynthia Denzler
Cynthia Jennifer Denzler (Santa Ana, 12 maggio 1983) è un'ex sciatrice alpina statunitense naturalizzata colombiana dalla stagione 2007-2008, primo atleta ad aver rappresentato la Colombia ai Giochi olimpici invernali.

## Biografia
La Denzler è nata a Santa Ana da genitori svizzeri. All'età di quattro anni si trasferì in Svizzera con la famiglia e lì cominciò a sciare all'età di otto anni. Il padre, che era anche suo allenatore, si trasferì in Colombia nel 2000 per aprire uno stabilimento tessile: grazie  al lavoro e agli anni vissuti dal padre in Colombia, la Denzler ottenne la cittadinanza colombiana. Residente a a Pereira, nell'inverno boreale si allenava a Gryon, in Svizzera.
Attiva dal gennaio del 1999, nel 2009 partecipò ai Mondiali di Val-d'Isère, senza completare né lo slalom gigante né lo slalom speciale. Nel gennaio del 2010 prese parte a quattro gare di Coppa Europa, senza concluderne nessuna; poco più tardi rappresentò la Colombia ai XXI Giochi olimpici invernali di Vancouver 2010: fu la prima presenza olimpica invernale dello Stato sudamericano e la Denzler fu portabandiera durante la cerimonia di apertura e unica rappresentante. Si classificò 51ª nello slalom speciale e non concluse lo slalom gigante.
Nel 2012 chiuse una carriera durante la quale ottenne un solo piazzamento in un circuito internazionale (16ª nello slalom speciale di Mount Hutt dell'11 novembre 2009 valido per l'Australia New Zealand Cup) in occasione di uno slalom speciale FIS disputato il 6 aprile a Courchevel; non debuttò né in Coppa del Mondo.